# 費德湖
48°5′2″N 9°37′49″E / 48.08389°N 9.63028°E

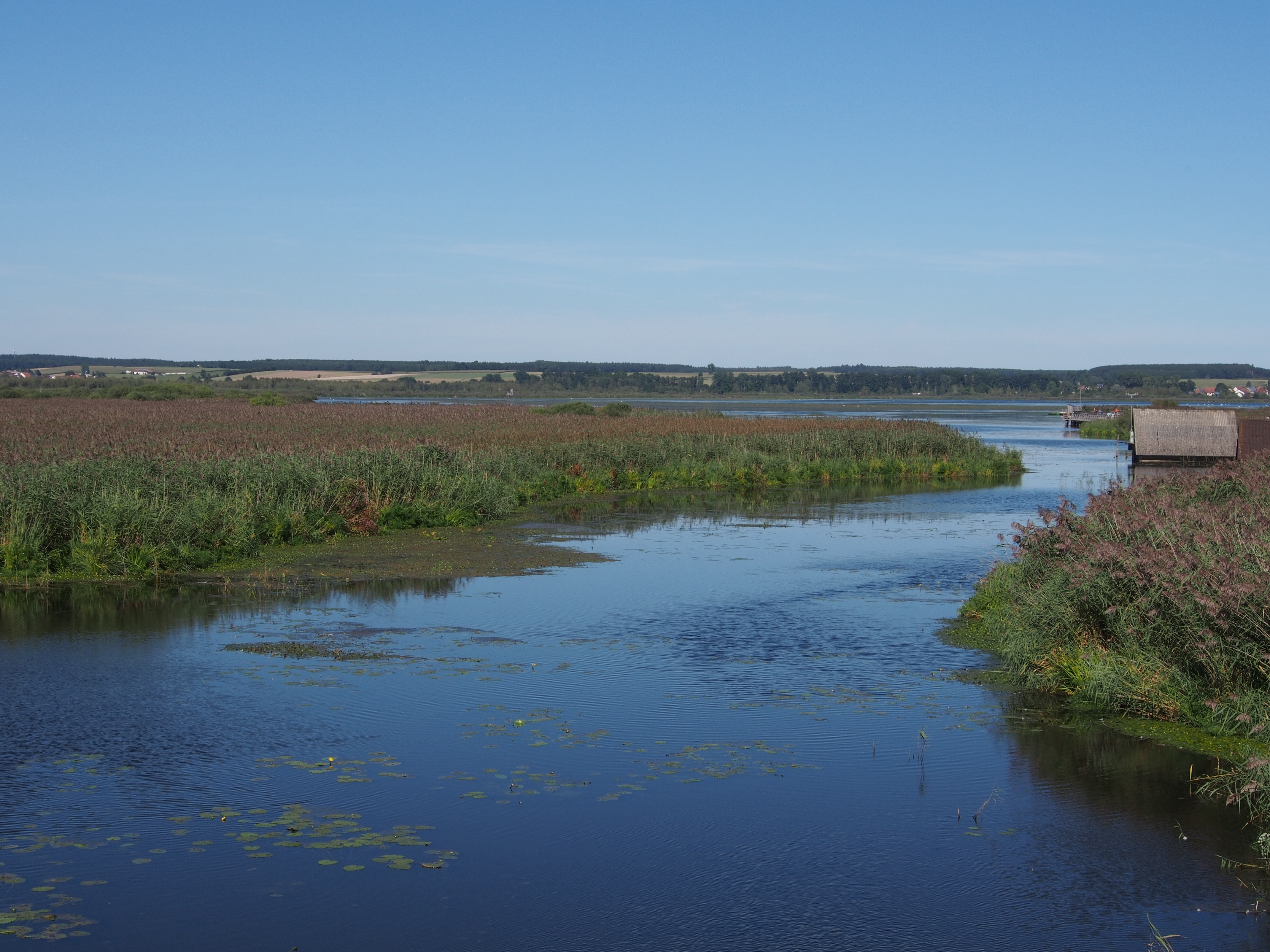

費德湖（德語：Federsee），是德國的湖泊，位於該國西南部，由巴登-符騰堡州負責管轄，處於巴特布豪，長2.3公里、寬1公里，面積1.4平方公里，海拔高度578米，平均水深0.8米，最大水深3.2米，水體容量110萬立方米。